# Tiểu đội
Tiểu đội là đơn vị rất nhỏ của tổ chức đơn vị quân đội, gồm 10-12 lính, có thể chia thành các toán hay tổ nhỏ hơn, gồm 1-4 lính. Chỉ huy tiểu đội là Tiểu đội trưởng (hay hạ sĩ quan). 2-3 tiểu đội kết hợp thành một trung đội.

## Quân đội Nhân dân Việt Nam
Trong Quân đội Nhân dân Việt Nam, tiểu đội được xây dựng trên cơ sở 3 tổ 3 người ("tam tam chế"), vì thế tiểu đội thường là 9 người chia làm ba tổ. Tuy nhiên, trong một số trường hợp, tiểu đội có thể gồm 7 người (2 tổ) hoặc 12 người (4 tổ). Tiểu đội được ký hiệu là a. Tiểu đội được nhắc rất nhiều trong các bài thơ, tiêu biểu là Bài thơ về tiểu đội xe không kính của Phạm Tiến Duật. Tiểu đội cũng là cấp nhỏ nhất đồng thời cũng là cấp quan trọng vì phải qua cấp này mới đến được các cấp cao hơn.
Trong biên chế cũ của một tiểu đội bộ binh của Quân dội nhân dân Việt Nam, một tiểu đội bộ binh gồm 1 lính được trang bị RPG-7 cùng một người hỗ trợ, cả hai mang 8 đạn rocket cho súng, 1 lính mang súng phóng lựu M79 và một lính mang súng máy hạng nhẹ, thường là RPD hoặc RPK. Những người lính còn lại mang AK-47 hoặc các phiên bản khác của súng tùy thuộc vào địa phương đóng quân.
Với sự giới thiệu của súng trường STV vào trang bị, tiểu đội bộ binh có sụ thay đổi lớn. Do có thể lắp được OPL-40M như một phụ kiện súng, súng phóng lựu M79 bị loại khỏi trang bị tiểu đội tiêu chuẩn. Thay vào đó là sự tăng cường hỏa lực chống tăng với thêm 1 khẩu RPG-7 và 1 người mang đạn, nâng tổng số hỏa lực trong 1 tiểu đội lúc này là 2 súng chống tăng và 16 đạn. Tiểu đội giờ đây sẽ có 2-3 súng phóng lựu OPL-40M được gắn dưới nòng súng STV-380.
Trong bộ binh cơ giới, số lượng lính mỗi tiểu đội sẽ khác nhau dựa trên trang bị xe bọc thép chở quân tại đơn vị, thường sẽ giao động từ 7-9 lính mỗi tiểu đội. Mỗi tiểu đội sẽ được trang bị với vũ khí chính là STV-215 với súng máy PK làm vũ khí tiêu chuẩn.